# Live Evil (Black Sabbath)
Live Evil è un album dal vivo dei Black Sabbath, del 1982.

## Il disco
Live Evil, titolo copiato dal celebre album del 1971 di Miles Davis, gioca sulla simbologia fantasy-satanica del gruppo accostando live a evil ("male") a formare un titolo palindromo (sulla copertina dell'album, "evil" è scritto come immagine speculare di "live").
Live Evil fu il primo live della formazione dei Sabbath con Ronnie James Dio alla voce, e include sia classici del periodo di Ozzy Osbourne (Paranoid, Black Sabbath, N.I.B., War Pigs) sia brani tratti dai due album in studio con Dio (Heaven and Hell, Neon Knights, Mob Rules, Voodoo). Viene anche lasciato uno spazio importante agli assoli, quello di batteria di Vinny Appice e quello di chitarra di Tony Iommi.
Live Evil rappresenta anche la fine del sodalizio fra Dio e i Sabbath, causato da una serie di attriti fra il cantante con Iommi e Butler, attriti che trovarono la ciliegina sulla torta proprio nella fase di missaggio sonoro del Live Evil. Pare infatti che si scatenò una lite tra Tony Iommi e Ronnie James Dio su chi avesse alzato i volumi della batteria e della voce rispetto a quelli di chitarra e basso; Dio fu accusato di ciò, e venne etichettato dal chitarrista come un piccolo Hitler. A questo punto il cantante decise di lasciare la band per formare i Dio assieme ad Appice. Si scoprì solo successivamente che a stravolgere alcuni mix fu un tecnico del suono dell'etichetta discografica e, in quell'occasione, i vari membri si riappacificarono, per tornare assieme come Black Sabbath nel 1992 con l'album Dehumanizer.

## Tracce
1. E5150 – 2:21
2. Neon Knights – 4:36
3. N.I.B. – 5:09
4. Children of the Sea – 6:05
5. Voodoo – 6:07
6. Black Sabbath – 8:39
7. War Pigs – 9:19
8. Iron Man – 7:29
9. The Mob Rules – 4:10
10. Heaven And Hell – 12:04
11. The Sign Of The Southern Cross/Heaven And Hell – 7:15
12. Paranoid – 3:46
13. Children Of The Grave – 5:25
14. Fluff – 0:59

## Formazione
- Ronnie James Dio - voce
- Tony Iommi - chitarra
- Geezer Butler - basso
- Vinny Appice - batteria
- Geoff Nicholls - tastiere (Come membro esterno)